# Morelia senegalensis
Morelia senegalensis är en måreväxtart som beskrevs av Achille Richard och Dc.. Morelia senegalensis ingår i släktet Morelia och familjen måreväxter. Inga underarter finns listade i Catalogue of Life.